# Packstoff
Ein Packstoff ist ein Werkstoff, aus dem Packmittel oder Packhilfsmittel hergestellt werden. Die Terminologie ist in DIN 55405 geregelt.
Dabei kann es sich um Papier, Karton, Pappe, Kunststoff (zunehmend bio-basierte Kunststoffe), Glas, Holz, Metall (meist Weißblech oder Aluminium), Pflanzenfasern, Textil oder um einen Verbundwerkstoff handeln. 
Entscheidend für die Wahl der Packstoffe sind die Anforderungen des Füllguts, also etwa Konsistenz und Gewicht, sowie die Schutzfunktion der Verpackung. Im Jahr 2009 hatten Kunststoffe mit 44 % den größten Marktanteil, darauf folgten Papier, Karton, Pappe, Metall und Glas. Je nach Material schreibt die deutsche Verpackungsverordnung Verwertungsquoten für entsorgte Packstoffe vor. 